# Metamelon
Metamelon is een geslacht van uitgestorven weekdieren uit de familie van de Volutidae.

## Soorten
- Metamelon clifdenense (Finlay, 1926) †
- Metamelon inermis (Finlay, 1926) †
- Metamelon informis Laws, 1932 †
- Metamelon marshalli Marwick, 1926 †
- Metamelon minima Marwick, 1926 †
- Metamelon patruelis Laws, 1932 †
- Metamelon prominima Laws, 1932 †
- Metamelon reverta (Finlay, 1926) †